# 莱奥·厄斯蒂高
萊奧·斯基里·厄斯蒂高（挪威語：Leo Skiri Østigård；1999年11月28日—）是一位挪威職業足球員，現效力意甲球隊熱那亞（雷恩外借）。挪威國家足球隊成員。

## 榮譽
拿坡里
- 意甲冠軍 : 2022-23[3]